# Серия терактов в Индонезии в сочельник (2000)
Серия терактов в Индонезии в Сочельник (2000) — серия взрывов в Индонезии, которые были частью террористических атак более большего масштаба проведённых в действие Аль-Кайдой и Джемаа Исламией 24 декабря 2000. [2] Нападение — ряд скоординированных взрывов у церквей в Джакарте и восьми других городах, которые унесли убитыми 18 человек и ранили многих других. Список взрывов, поддверглись атакам: [3] [4]
- Джакарта: Пять католических и Протестантских церквей, включая Римско-католический Собор, убито по крайней мере 3 человека.
- Пеканбару: Четыре полицейских и одно гражданское лицо убиты при попытке обезвредить бомбу
- Медан: Взрывы поражают здание церкви
- Бандунг: дом находящийся в собственности христианина, убито 2 человек
- Остров Батам: Три бомбы ранят 22 человек
- Моджокерто: взрыв у трёх церквей; один человек убит
- Матарам: взрыв у трёх церквей
- Сукабуми: Взрыв убивает 3-х человек

Два подозреваемых были арестованы после взрывов. Индонезийские полицейские говорят, что они нашли документы поддтверждающие участия Хамбали в подготовке терактов. [5] Абу Бакар Баашира судили за причастность к терактам, но он был признан не виновным; он был впоследствии признан виновным в причастности к серии терактов на Бали в 2002.